# Klaus Corcilius
Klaus Corcilius (* 1966) ist ein deutscher Philosoph.

## Leben
Von 1996 bis 2001 studierte er Philosophie und Gräzistik in Hamburg und Dublin. Von 2001 bis 2006 absolvierte er ein Promotionsstudium an der Humboldt-Universität zu Berlin. Von 2005 bis 2009 war er wissenschaftlicher Mitarbeiter an der Humboldt-Universität zu Berlin. 2008 vertrat er einen Lehrstuhl an der Concordia University. Von 2009 bis 2011 lehrte er als Juniorprofessor für Antike Philosophie an der Universität Hamburg. Von 2011 bis 2016 war er Associate Professor of Philosophy, University of California at Berkeley. Seit 2016 ist er Lehrstuhlinhaber für antike Philosophie in Tübingen.
Seit 2023 leitet er im Rahmen eines vom Europäischen Forschungsrat geförderten ERC Advanced Grant das auf 5 Jahre angelegte Forschungsprojekt "Text and Idea of Aristotle's Science of Living Things (TIDA)".

## Schriften (Auswahl)
- Streben und bewegen. Aristoteles’ Theorie der animalischen Ortsbewegung (= Quellen und Studien zur Philosophie Band 79). De Gruyter, Berlin/New York 2008, ISBN 978-3-11-019454-8 (zugleich Dissertation, HU Berlin 2005).
- mit Christof Rapp (Hrsg.): Beiträge zur Aristotelischen Handlungstheorie. Vom 08. – 11.07.2004 in Blankensee (= Veröffentlichungen der Karl-und-Gertrud-Abel-Stiftung. Band 24). Steiner, Stuttgart 2008, ISBN 978-3-515-09057-5.
- mit Christof Rapp (Hrsg.): Aristoteles-Handbuch. Leben – Werk – Wirkung. Metzler, Stuttgart/Weimar 2011, ISBN 978-3-476-02190-8.
- mit Dominik Perler (Hrsg.): Partitioning the soul. Debates from Plato to Leibniz (= Topoi. Band 22). De Gruyter, Berlin/Boston 2014, ISBN 3-11-031180-1.
- Aristoteles: Über die Seele = De anima. Griechisch-Deutsch (= Philosophische Bibliothek. Band 681). Felix Meiner Verlag, Hamburg 2017, ISBN 978-3-7873-2789-8.
- mit Andrea Falcon, Robert Roreitner: Aristotle on the essence of human thought (= Oxford Aristotle studies series). Oxford University Press, Oxford 2025, ISBN 9780198921790, Digitalisat.